# 1289-1280 v.Chr.
De jaren 1289-1280 v.Chr. (van de christelijke jaartelling) zijn een decennium in de 13e eeuw v.Chr..

## Gebeurtenissen

### Kreta
- 1289 v.Chr. - Koning Minos levert strijd op het Griekse vasteland en legt Athene en andere kuststeden schattingen op.

### Egypte
- 1288 v.Chr. - Farao Ramses II begint een veldtocht naar de Levant dit betekent het einde van de vrede met de Hettieten.
- 1283 v.Chr. - Ramses II sluit met Muwatalli II het Verdrag van Kadesh, de Egyptenaren trekken zich terug tot aan de Syrische grens.

### Klein-Azië
- 1285 v.Chr. - Koning Muwatalli II van de Hettieten, levert strijd om het gebied van de Amorieten in Syrië te heroveren.

### Mesopotamië
- 1280 v.Chr. - Koning Shattuara (1280 - 1270 v.Chr.) heerst over de vazalstaat Mitanni.

<< · 1299-1290 · 1289-1280 · 1279-1270 · 1269-1260 · 1259-1250 · 1249-1240 · 1239-1230 · 1229-1220 · 1219-1210 · 1209-1200 · >>